# 宮川橋
宮川橋（みやかわばし、みやかわはし）は、福島県会津地方を流れる一級水系阿賀野川水系宮川を渡る道路橋であり、同名の橋梁が複数存在する。ちなみに鉄道橋としてはJR只見線宮川橋梁が存在する。

## 磐越自動車道

### 概要
- 全長：313.5m
- 主径間：47.0m
- 幅員：10m / 9m（上り/下り）
- 形式：8径間鋼連続鈑桁橋
- 施工：東京鐵骨橋梁[1][2]
- 竣工：1992年/2001年（上り/下り）[3]

会津若松市北会津町と大沼郡会津美里町との市町境にて宮川を渡り、磐越自動車道会津若松インターチェンジ～新鶴パーキングエリア間を通す。東詰は会津若松市北会津町和泉字原山に、西詰は会津美里町和田目字七百苅甲に位置し、すぐ北側には河沼郡会津坂下町との市町境がある。橋上は片側2車線、計4車線で供用されており、開通当初は現在の上り線を用いた暫定2車線で供用されていた。新たに開通した下り線側の欄干は金属製の物が用いられている。

### 沿革
- 1992年10月29日 - 猪苗代磐梯高原インターチェンジ～会津坂下インターチェンジ間の開通に伴い、現在の上り線を用いた暫定2車線で供用が開始される。
- 2000年 - 現在の下り線橋梁が建設される。

### 周辺
- 新鶴パーキングエリア - パーキングエリア周辺のみ4車線化が行われ、その区間に当橋梁も含まれる。

### 隣の橋
（上流）黄金橋 - 鶴沼橋 - 宮川橋 - 上開津橋 - 開津橋（下流）

## 国道401号

### 概要
- 全長：97.2m
- 幅員：11m
- 竣工：1980年

会津美里町東部にて宮川を渡り、国道401号を通す。東詰は字宮里に、西詰は字高田村東乙に位置し、西詰には会津乗合自動車前川原バス停が設置されている。橋上は上下対向2車線で供用されており、下り線側（下流側）に歩道が設置されている。現在の橋は1980年に当時の主要地方道会津若松南郷線の橋梁として架け替えられたものである。

### 沿革
- 1897年 - 木橋（全長91m、幅員5.4m）が架けられる[4]。
- 1980年 - 現在の橋梁が県道橋として架けられる。
- 1993年 - 主要地方道会津若松南郷線が国道401号に指定され、国道の橋梁となる。

### 周辺
- 高田工業団地

### 隣の橋
（上流）中川橋 - JR只見線宮川橋梁 - 宮川橋 - 麻生新田橋 - 宮袋橋